# DRIVER 76
『DRIVER 76』(ドライバー76)は、スモウ・デジタルが開発しUbisoftが2007年5月に発売したPlayStation Portable用3Dドライビングアクション。

## 概要
2006年に日本国内で発売した『DRIVER PARALLEL LINES』の外伝的位置づけにあるシリーズ最新作。
2年後である1978年のニューヨークが舞台である前作に登場した、T.K.やメキシカンなどの人物は登場しない。

## ストーリー
レイは自動車整備工場を開くためにニューヨークへ移り友人のスリンクから様々な仕事を請け負うことになる。

## ミッション
- ストーリーは6章で構成されており全部で26のミッションがある。
- レースやレッカー移動等のサイドジョブもある。

## 登場人物
- Ray　-  本作の主人公。『Driver: Parallel Lines』では、自動車整備工場を経営している。
- Slink　-  Rayの友人でストーリーにおいて、Rayにミッションを依頼する人物。『Driver: Parallel Lines』にも登場する。
- Chen Chi - レイのガールフレンド。中国系移民。
- Zau - Chenの父親。三合会のボス。
- Jimmy - ストーリーに登場する敵。ストーリー終盤ではヘリコプターで逃走するものの追いかけてきたRayにより殺害される。

## ゲームシステム
ミッション構成は『Driver: Parallel Lines』に似ている。全部で26のメイン・ミッションが存在し、所持金・武器・車両は任務をクリアするごとに増えていく。

## ニューヨーク市
街並みは、実際のニューヨーク市を忠実に再現している。

## サウンド・トラック
- The Wrecking Crew - Bump And Boogie
- Sir Mack Rice - Bump Meat
- Chuck Brown & The Soul Searchers - Bustin' Loose
- Dave Hamilton - Cracklin' Bread
- Maceo & The Macks - Cross The Tracks
- Billy (Sugar Billy) Garner - I Got Some
- Funkadelic - I'll Bet You
- Savoy Brown - I'm Tired
- The Pazant Brothers & The Beafourt Express - Loose And Juicy
- Iggy Pop- Neighbourhood Threat
- Blondie - One Way Or Another
- Billy Preston - Outa-Space
- The Temptations - Poppa was a rolling stone
- The Stranglers- Peaches
- Roy Ayers - Running Away
- Johnny 'Hammond' Smith - Shifting Gears
- Donald Byrd - Street Lady
- David Bowie - Suffragette City
- Labi Siffre - The Vulture
- War - Low Rider
- Marvin Gaye - Trouble Man
- Blondie - Denis
- Sam & Dave - Hold On I'm Comin'

## 日本での展開
これまでは海外で同シリーズが発売されるたびに定期的に日本に配給が行われてきたが、2016年現在、販売されていない。